# Lepisiota dendrophila
Lepisiota dendrophila är en myrart som först beskrevs av Arnold 1949.  Lepisiota dendrophila ingår i släktet Lepisiota och familjen myror. Inga underarter finns listade i Catalogue of Life.